# Apricena
Apricena es una localidad y comune italiana de la provincia de Foggia, región de Apulia, con 13.657 habitantes. Se ubica en el centro-este de Italia a unos 15 kilómetros de las costas del Mar adriático.

## Evolución demográfica
| Gráfica de evolución demográfica de Apricena entre 1861 y 2001 |
|                                                                |
| Fuente ISTAT - elaboración gráfica de Wikipedia                |